# Józef Becker
Józef Becker (ur. 5 grudnia 1871 w Německým Brodzie, zm. 16 lutego 1925 w Warszawie) – generał brygady Wojska Polskiego, kawaler Orderu Virtuti Militari.

## Życiorys
W armii austriackiej służył od 1892, kolejno w pułkach nr 20 i 13. W czasie I wojny światowej walczył na froncie rumuńskim dowodząc batalionem i pułkiem. W 1917 był majorem 13 pułku piechoty Austro-Węgier.
Od listopada 1918 w Wojsku Polskim. Stanął z całym 113 pułkiem piechoty austriackiej do dyspozycji polskiego dowództwa w Krakowie. Od marca do maja 1919 dowódca 18 pułku piechoty. Od czerwca 1919 do grudnia 1920 kolejno: referent broni i organizacji w Dowództwie „Wschód”, dowódca Grupy Operacyjnej, oficer ds. zleceń w Dowództwie Etapów, dowódca Dowództwa Powiatu Etapowego Wilno (od 7 I 1920), oraz czasowo w polskiej ekspozyturze przy rządzie Ukrainy. W wojnie polsko-bolszewickiej dowódca XXVI Brygady Piechoty w 12, 18 i 13 Dywizji Piechoty. 

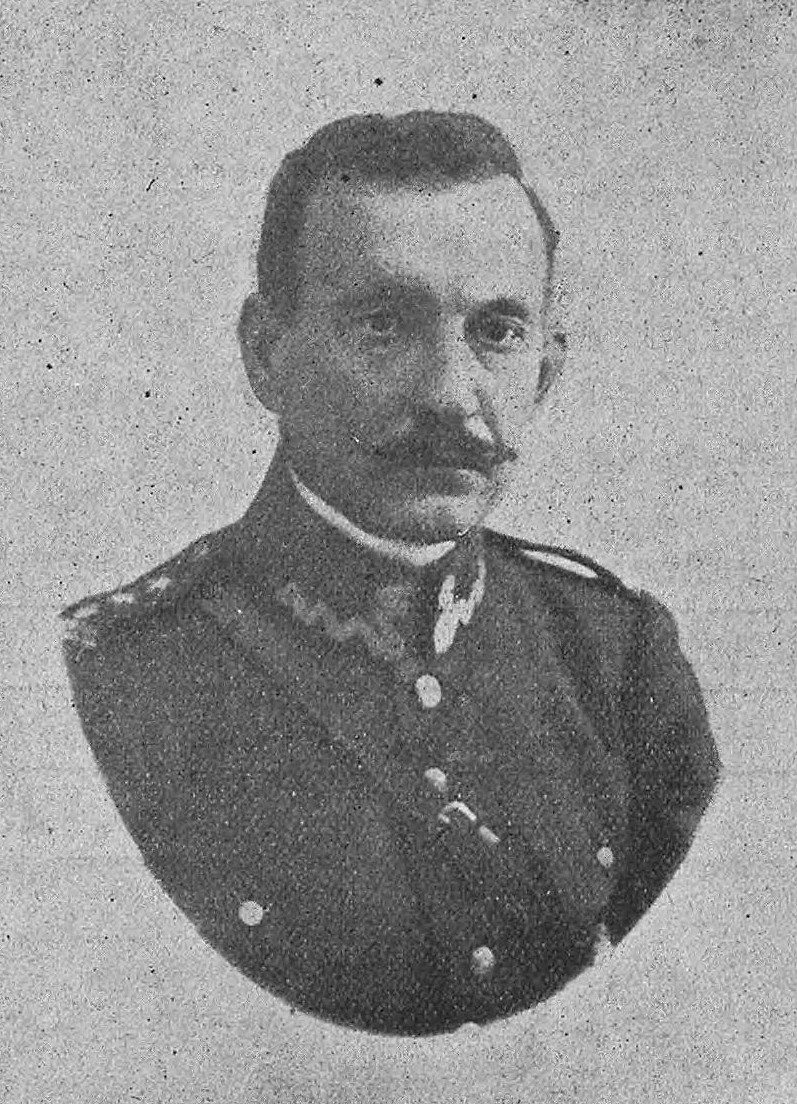
Józef Becker (-1922)

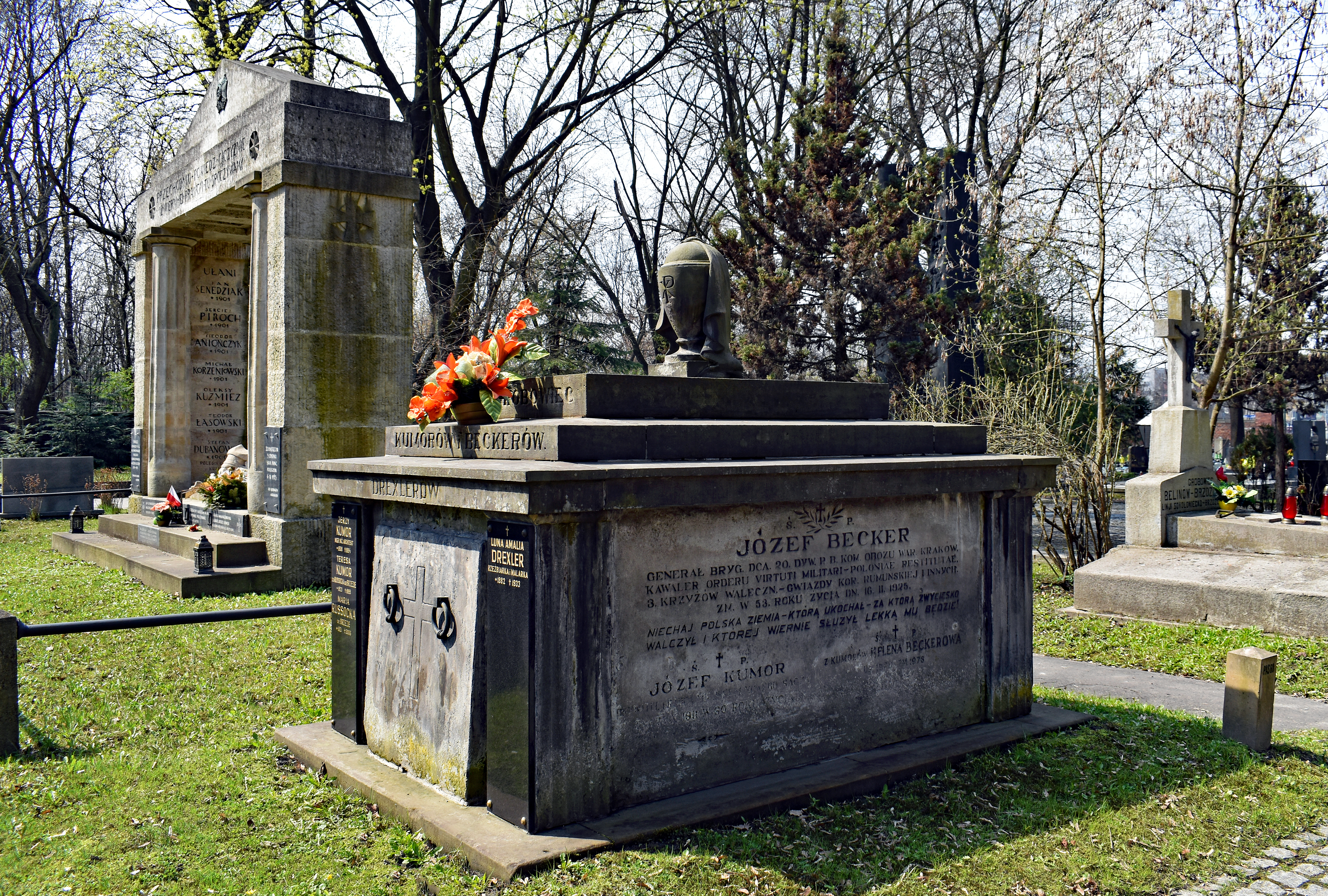
Grobowiec Józefa Beckera

22 maja 1920 zatwierdzony został w stopniu pułkownika z dniem 1 kwietnia tego roku. Od grudnia 1920 był dowódcą Obszaru Warownego „Wilno”. 3 maja 1922 zweryfikowany został w stopniu pułkownika ze starszeństwem z dniem 1 czerwca 1919 w korpusie oficerów piechoty.
Od czerwca 1922 do 1924 dowódca Obszaru Warownego „Kraków”, będąc wówczas oficerem nadetatowym 12 pułku piechoty z Wadowic. W kwietniu 1924 odkomenderowany został do pełnienia obowiązków dowódcy 18 Dywizji Piechoty w Łomży. 31 marca 1924 Prezydent RP Stanisław Wojciechowski na wniosek Ministra Spraw Wojskowych, gen. dyw. Władysława Sikorskiego awansował go na generała brygady ze starszeństwem z dniem 1 lipca 1923 i 11. lokatą w korpusie generałów. W lipcu tego samego roku mianowany został dowódcą 20 Dywizji Piechoty w Słonimie. Zmarł 16 lutego 1925 w Warszawie. Został pochowany na cmentarzu Rakowickim w Krakowie.

## Awanse
- podporucznik (leutnant) – 1892
- porucznik (oberleutnant) –
- kapitan (hauptmann II kl.) –
- kapitan (hauptmann I kl.) –
- major (major) –
- podpułkownik (oberstleutnant) – 1918
- pułkownik – zatwierdzony 22 maja 1920 z dniem 1 kwietnia 1920, zweryfikowany 3 maja 1922 ze starszeństwem z dniem 1 czerwca 1919
- generał brygady – 31 marca 1924 ze starszeństwem z dniem 1 lipca 1923 i 11. lokatą

## Ordery i odznaczenia
- Krzyż Srebrny Orderu Wojskowego Virtuti Militari (1921)[13]
- Krzyż Oficerski Orderu Odrodzenia Polski (2 maja 1922)[14][15]
- Krzyż Walecznych – trzykrotnie (po raz 3 w 1922)[16]
- Odznaka pamiątkowa „Orlęta”[2]
- Order Korony Żelaznej III klasy – Austro-Węgry (przed III.1917)[3]
- Krzyż Zasługi Wojskowej – Austro-Węgry (przed III.1917)[3]
- Signum Laudis – Austro-Węgry (przed III.1917)[3]
- Krzyż Żelazny – Cesarstwo Niemieckie (marzec 1917)[3]
- Krzyż Komandorski Orderu Gwiazdy Rumunii (przed 1924)